# Corteza somatosensorial primaria
La corteza o área somatosensorial primaria es una zona situada en la circunvolución poscentral del lóbulo parietal del cerebro y forma parte del sistema somatosensorial. Su función principal es recibir e interpretar la información que proviene del sistema táctil, como las sensaciones de dolor, temperatura, presión, y la capacidad para percibir el tamaño, textura y forma de los objetos. También recibe y procesa la información relacionada con la posición del cuerpo en el espacio, el movimiento voluntario de las manos, los ojos y la deglución, y las vibraciones.

## Generalidades
Se define de manera clásica basado en estudios de estimulación de superficie de Wilder Penfield (descubridor del homúnculo de Penfield) y estudios de potencial de superficie paralelos de Bard, Woolsey y Marshall. Basado en estos estudios se incluyen las áreas 3, 1 y 2 de Brodmann. Sin embargo, un trabajo más reciente de Kaas ha sugerido que para preservar la homogeneidad con otros campos sensoriales, solo el área 3 debe ser el denominado "corteza somatosensorial primaria", ya que recibe la mayor parte de las proyecciones talamocorticales de los campos de entrada sensorial.
En la corteza somatosensorial primaria, la representación táctil está alineada (de forma invertida) desde los dedos del pie (en la parte superior del hemisferio cerebral) hasta la boca (en la parte inferior). Sin embargo, algunas partes del cuerpo pueden estar controladas por regiones parcialmente superpuestas unas a otras en la corteza cerebral. Cada hemisferio cerebral de la corteza somatosensorial primaria solo contiene una representación táctil del lado opuesto (contralateral) del cuerpo. La cantidad de corteza somatosensorial primaria dedicada a una parte del cuerpo no es proporcional al tamaño absoluto de la superficie del cuerpo, sino a la densidad relativa de los receptores táctiles cutáneos ubicados en esa ubicación del cuerpo. La densidad de receptores táctiles cutáneos en una parte del cuerpo es generalmente indicativa del grado de sensibilidad de la estimulación táctil experimentada en dicha parte del cuerpo. Por esta razón, los labios y las manos humanas tienen una representación mucha mayor en proporción con las otras partes del cuerpo.

## Estructura

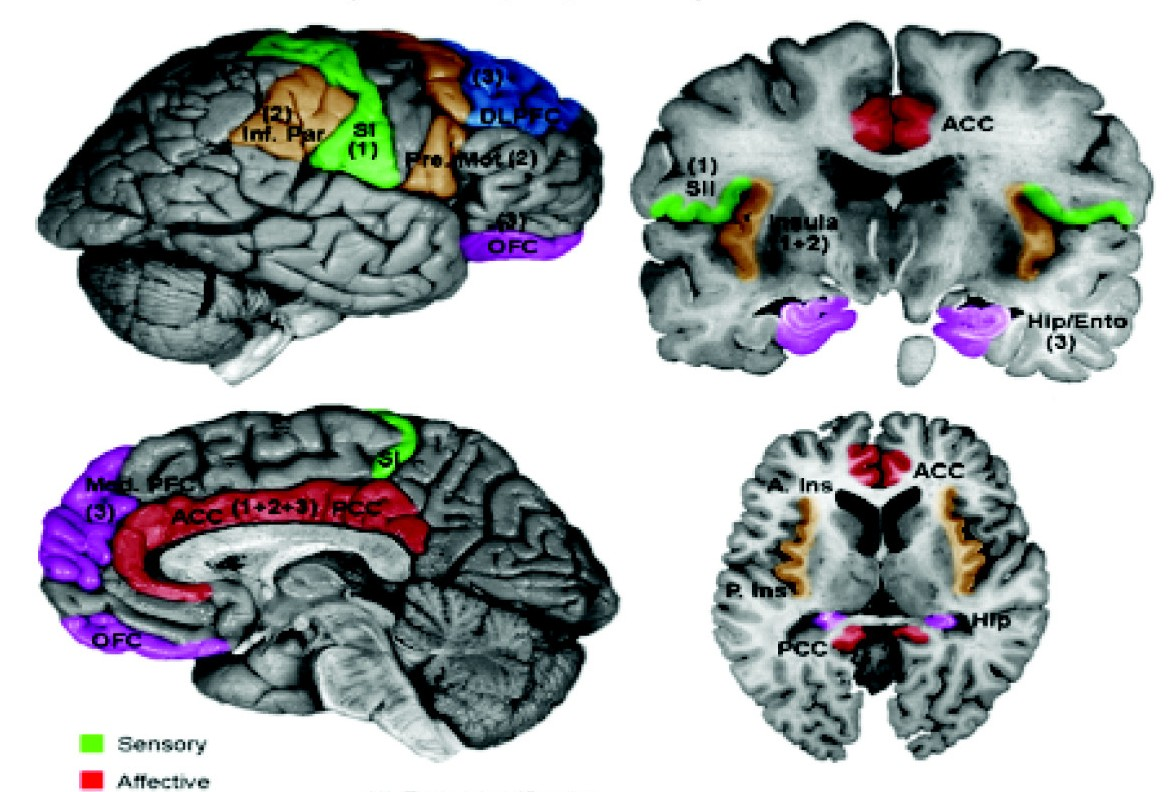
Corteza somatosensorial primaria marcada en verde S1

### Brodmann 3, 1 y 2
Las áreas de Brodmann 3, 1 y 2 constituyen la corteza somatosensorial primaria del cerebro humano (también abreviado S1). Debido a que Brodmann cortó el cerebro de forma algo oblicua, encontró primero el área 1. Sin embargo, en sus extensiones anatómicas de anterior a posterior, las designaciones de Brodmann se demarcan como 3, 1 y 2 en orden respectivo.
El área de Brodmann 3 (abreviado BA) se subdivide en áreas 3a y 3b. El área BA 1 ocupa el vértice de la circunvolución poscentral. El borde ventral de BA 3a está en el nadir del surco central, y es seguido caudalmente por el área BA 3b, luego el área BA 1, seguido por BA 2 y el cual termina en el nadir del surco poscentral. El área BA 3b se concibe como la corteza somatosensorial primaria propiamente dicha porque 1) recibe entradas densas del núcleo NP del tálamo; 2) sus neuronas son muy sensibles a los cualidades y estímulos somatosensoriales y relativamente insensible a otros estímulos; 3) las lesiones en esta área alteran la sensación somática (agnosia táctil); y 4) la estimulación eléctrica evoca una clara experiencia sensorial somática. El área BA 3a también recibe información densa del tálamo; sin embargo, esta área está relacionada con la propiocepción, determinando la localización de estímiulos sobre la piel.
La corteza somatosensorial, como es el caso con las otras neocortezas, se encuentra estratificada. Las entradas talámicas se proyectan hacia la capa IV, que a su vez se proyecta hacia otras capas. Por ejemplo, las fibras noradrenérgicas se dirigen a regiones del locus cerúleo. Como en otras cortezas sensoriales, las neuronas S1 se agrupan con input sensorial y respuestas dirigidas a columnas verticales que se extienden a través de las varias capas corticales (p. ej., como lo muestra Vernon Mountcastle, en capas alternas de neuronas que se adaptan lentamente; o la segmentación espacial de las vibrisas en la corteza cerebral de ratón o de ratas).
Esta área de la corteza cerebral, como lo muestran Wilder Penfield, entre otros, está organizada somatotópicamente y sigue el patrón de localización del homúnculo. Según este patrón, las piernas y el tronco se doblan sobre la línea media; los brazos y las manos están a lo largo del extremo lateral de la corteza; mientras que la cara está cerca de la parte inferior y media de la corteza. Los labios y las manos se agrandan en un homúnculo adecuado, ya que una mayor cantidad de neuronas en la corteza cerebral se dedican a procesar la información de estas áreas del cuerpo. Estas áreas contienen células que se proyectan a la corteza somatosensorial secundaria.

## Importancia clínica
Las lesiones que afectan la corteza somatosensorial primaria producen síntomas contralaterales que incluyen: agrafestesia, agnosia (astereognosia, atopognosia), hemi-hipoestesia (hemihipestesia) y pérdida de vibración, propiocepción y tacto fino (porque la neurona de tercer orden de la vía lemniscal medial no puede hacer sinapsis en la corteza). También puede producir heminegligencia, si afecta al Hemisferio cerebral no dominante. La destrucción del área de brodmann 3, 1 y 2 suele no involucrar sensibilidades primarias de dolor y temperatura.